# Acanthobasidium norvegicum
 Acanthobasidium norvegicum  ist eine Pilzart aus der Familie der Schichtpilzverwandten (Stereaceae). Es ist ein kleiner, corticioider Pilz, der auf abgestorbenen Ästen von Besenheide und ähnlichen verholzenden Pflanzen wächst.

## Merkmale
Die etwas länglichen und corticioiden Fruchtkörper sind fest am Substrat angewachsen. Sie sind bis zu 3 cm lang, 2–4 mm breit und etwa 50 µm dick. Das glatte Hymenophor ist weißlich bis blass cremefarben und hat eine ziemlich weiche Konsistenz.
Das monomitische Hyphensystem besteht aus einer dünnen Schicht knäuelig miteinander verwobener, dünnwandiger Hyphen, die dem Substrat anliegen und etwa 2–4 µm breit sind. Alle Septen haben Schnallen. Acanthohyphiden kommen nur zerstreut und spärlich vor. Sie sind keulig, 15–20 µm lang und 5–8 µm breit. An ihrem oberen Ende haben sie wenige Auswüchse (Protuberanzen). Die Gloeozystiden sind zahlreich und von variabler Form und Größe. Sie sind 30–50 µm lang und an der Spitze häufig zitzenförmig ausgezogen. Ihr Inhalt ist mehr oder weniger körnig oder ölig und färbt sich mit Melzers Reagenz gelblich bis hellbraun an. In KOH sind sie nur blass gelblich gefärbt. Die Basidien sind 30–40 µm lang und 8–10 µm breit und haben 2 Sterigmen. Nur sehr wenige haben seitliche Auswüchse (Protuberanzen). Die 10–15 µm langen und 5–7 µm breiten Basidiosporen sind ellipsoid bis länglich oder fast zylindrisch. Sie sind feinwarzig ornamentiert.
Der Pilz ist kein Speisepilz.

## Artabgrenzung
Die Art kann anhand ihrer zweisporigen Basidien sowie anhand der kleinwarzigen Sporen erkannt werden. Die Acanthohyphiden haben an ihrem oberen Ende schmale Auswüchse; Basidien mit Protuberanzen sind außerordentlich selten.

## Ökologie und Verbreitung
Die Pilze wachsen auf totem pflanzlichen Material wie abgestorbenen Ästen von Besenheide, Heide, Brombeeren und Porst, aber auch auf Kiefernnadeln. Der Pilz wurde in Frankreich, Portugal, Norwegen, Dänemark, Spanien, Deutschland und Großbritannien nachgewiesen.

## Systematik
Die Art wurde von 1973 von J. Eriksson & Ryvarden erstmals als Aleurodiscus norvegicus beschrieben. 1986 wurde sie durch Boidin und seine Mitautoren in die Gattung Acanthobasidium gestellt.
Molekularbiologische Untersuchen zeigen, dass die Art zusammen mit Aleurodiscus weirii und Acanthobasidium phragmitis einen Zweig innerhalb der Schichtpilzverwandtschaft (Stereaceae) bildet und diese drei Arten ein Schwestertaxon von Aleurodiscus (s. s.) sind.